# 小文代利夫卡

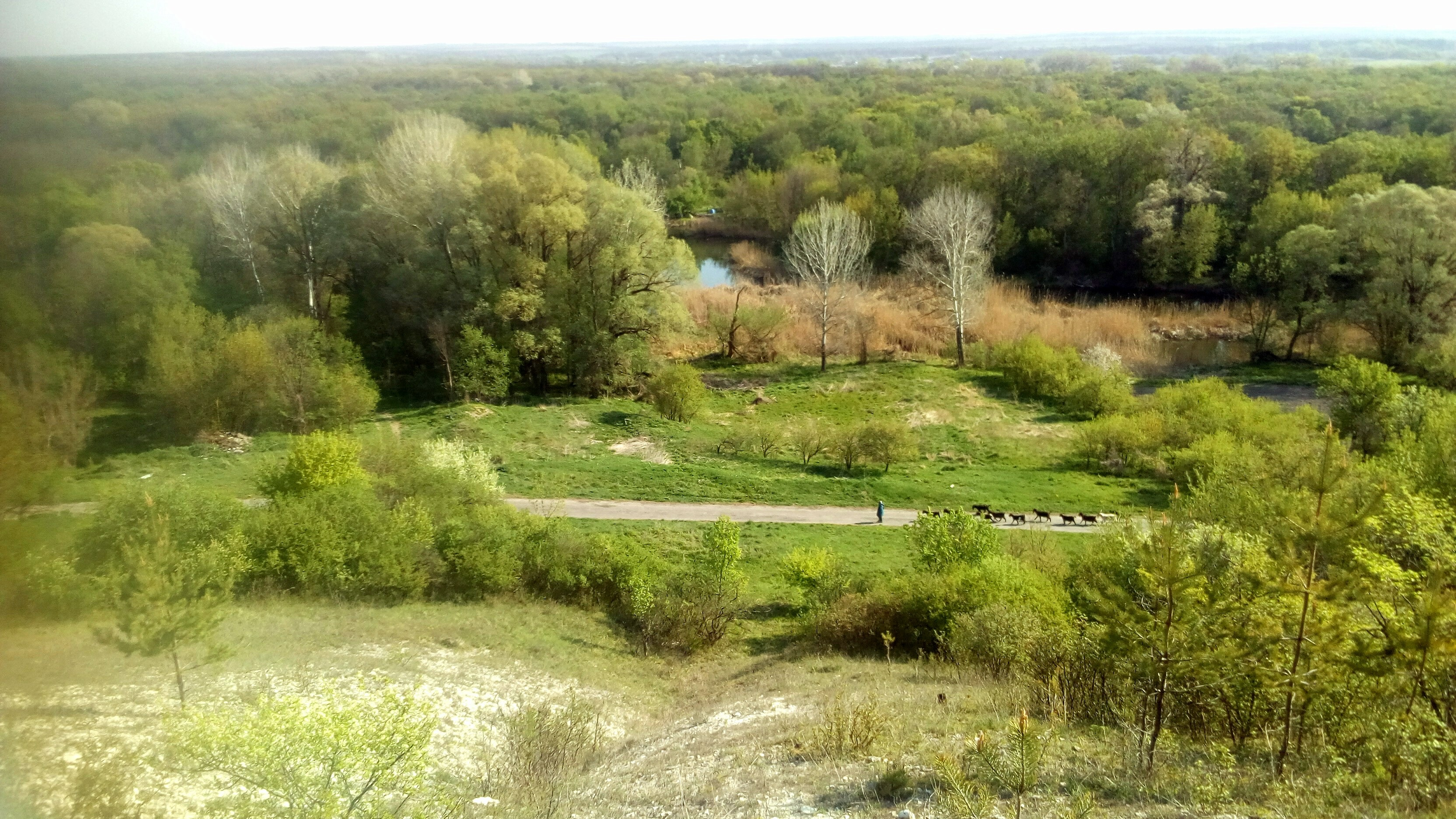
小文代利夫卡

49°1′11″N 38°55′20″E / 49.01972°N 38.92222°E
小文代利夫卡（烏克蘭語：Маловенделівка）是位於烏克蘭東部的村莊，由盧甘斯克州夏斯季耶区的新艾達爾市鎮負責管轄。該村面積1.16平方公里，海拔高度97米，2001年人口88，人口密度每平方公里75.9人。